# اوسادچیه
اوسادچیه (انگلیسی: Osadcheye) یک شهرک در بخش آلکسیفسکی استان بلگورود کشور روسیه است.